# Rufius Festus
Rufius Festus (asi 2. polovina 4. století př. n. l.) byl římským císařským úředníkem.
Z podnětu císaře Valenta napsal spisek De breviario rerum gestarum populi Romani (česky Krátké vylíčení dějin římského národa), soustřeďující se na problematiku expandujícího římského impéria a východních konfliktů s Persií, vycházel přitom z prací svých předchůdců. Ve spisku jsou chronologicky popsány válečné konflikty, na jejichž základě vzrůstala moc římského státu. Je v něm také soupis římských provincií (je to jejich nejstarší známý přehled) a vylíčení Valentových činů. Spisek byl dokončen po roce 369.
Český překlad spisku Rufia Festa je obsažen v knize Stručné dějiny Říma.